# Raffinerie de Berre
La raffinerie de Berre est une ancienne raffinerie de pétrole située sur la commune de Berre-l'Étang, au nord de l'étang de Berre, dans le département des Bouches-du-Rhône. Elle a été fermée en 2012. Elle est associée à un important complexe pétrochimique dont l'activité se poursuit. Le constructeur et propriétaire de cet ensemble a été le groupe Shell jusqu'en 2008, avant qu'il ne soit cédé à la société LyondellBasell.

## Histoire
La raffinerie est construite par Shell pour sa filiale française, la Société des pétroles Shell-Berre, au début des années 1930. Elle est mise en service en 1931 et finit par atteindre une capacité de raffinage de l'ordre de dix millions de tonnes de pétrole brut par an (environ 200 000 barils par jour) dans les années 1970.
Le pétrole brut est acheminé depuis le port pétrolier de Fos-sur-Mer par oléoduc (exploité par la SPSE, la Société du pipeline sud-européen) et les expéditions de produits pétroliers raffinés (essences, gazoles, fiouls lourds, bitumes) sont principalement assurées par camions-citernes chargés dans la gare routière de la Grande Bastide voisine (située de l'autre côté de la route départementale 113, sur le territoire de la commune de Rognac). Les gaz de pétrole liquéfiés sont transférés sur la ville voisine de Rognac qui dispose d'une unité d'embouteillage (centre emplisseur) appartenant à la société Butagaz, alors filiale de Shell qui travaille pour le compte de Shell et de BP : les produits de BP viennent de la raffinerie de Lavéra au sud de l'étang de Berre. Les expéditions vers des dépôts pétroliers éloignés peuvent aussi être effectuées par voie ferrée, par voie fluviale ou par oléoduc de produits finis, en l'occurrence sur le réseau SPMR (la Société des pipelines Méditerranée-Rhône), réseau qui dessert les dépôts de la Côte d'Azur, de la vallée du Rhône, des Alpes et de la Suisse. Ce réseau d'oléoducs est aujourd'hui exploité par la société Trapil.
Dans les années 1960, une usine pétrochimique est adjointe à la raffinerie : l'usine chimique de Berre. Ces unités sont complétées dans les années 1980 par l'usine chimique de l'Aubette, dans laquelle est installé un vapocraqueur.
À la suite du désengagement du groupe Shell de ses activités industrielles en France métropolitaine, la raffinerie et les usines chimiques sont vendues à la société LyondellBasell en 2008 pour un montant de 700 millions de dollars.
La raffinerie de pétrole que LyondellBasell ne souhaite plus exploiter depuis fin 2011, est mise sous cocon en janvier 2012, jusqu'au 31 décembre 2013, le temps pour l'intersyndicale de trouver un repreneur.
Les usines chimiques continuent à être exploitées par LyondellBasell, tandis que la raffinerie ferme définitivement. La commune de Berre et les instances politiques régionales et nationales sont à la recherche d'entrepreneurs susceptibles de réindustrialiser le site de 122 hectares, alors que les propositions viennent principalement d'entreprises spécialisées dans la logistique comme le groupe américain Amazon ou le groupe français de transports Charles André, lesquelles n'ont pas la préférence des autorités locales.